# Scimitar Airlines
Scimitar Airlines war eine kurzlebige britische Frachtfluggesellschaft mit Sitz am Flughafen Gatwick, die von 1978 bis 1981 Frachtcharterflüge nach Afrika und in den Mittleren Osten betrieb.

## Geschichte
Scimitar Airlines wurde am 28. Januar 1975 durch Maurice Guinane gegründet, den früheren Vorstandsvorsitzenden von British Caledonian Airways (1970 bis 1974). Die Vorbereitungen für die Aufnahme des Flugbetriebs zogen sich allerdings über drei Jahre hin, da sich die Erteilung der Betriebserlaubnis verzögerte, teilweise aus Mangel an Startkapital, teilweise aufgrund von Einsprüchen etlicher anderer Fluggesellschaften. 
Nichtsdestoweniger verkündete der Firmengründer, man werde schon zwei Jahre später auch Großraumflugzeuge einsetzen.
Im August 1978 erhielt die Gesellschaft eine ursprünglich von Pan Am betriebene Boeing 707-321C (Luftfahrzeugkennzeichen G-BFZF).
Im Oktober 1978 konnte sich Scimitar ihren ersten Vertrag für Frachtflüge sichern, die im Auftrag von Viking Air Freight durchgeführt werden sollten, welche auch einer der Hauptaktionäre war. Die Frachtcharterflüge nach Nigeria und in die Region des Persischen Golfs begannen im November 1978. Im Juni 1979 wurde eine zweite Boeing 707 in die Flotte aufgenommen (G-BGIS), aber beide Maschinen gleich im Wet-lease an IAS Cargo Airlines ausgeliehen. 
Im August 1979 plante die Gesellschaft, auch in die Passagierluftfahrt einzusteigen, und begann mit den Vorbereitungen, die entsprechende Erweiterung ihres Luftverkehrsbetreiberzeugnisses zu beantragen.
Die Aufsichtsbehörde Civil Aviation Authority setzte die Betriebserlaubnis im Jahr 1980 aus, da die Aktienmehrheit nicht (wie vorgeschrieben) in britischer Hand war, sondern bei zwei saudi-arabischen Brüdern lag. Aber auch finanzielle Schwierigkeiten trugen zum Erlass dieser Maßnahme bei.
Alle folgenden Versuche einer Refinanzierung scheiterten, so dass Scimitar am 23. Dezember 1981 für bankrott erklärt wurde.

## Flugziele
Die Frachtcharterflüge der Gesellschaft wurden überwiegend in den Mittleren Osten sowie nach West- und Zentralafrika durchgeführt, wobei gelegentlich aber auch andere als britische Abflughäfen genutzt wurden, z. B. der Flughafen Frankfurt (siehe Photo).

## Flotte bei Betriebseinstellung
- 2 Boeing 707[6]